# Dos Ríos, Guerrero
Dos Ríos är en ort i Mexiko.   Den ligger i kommunen Cochoapa el Grande och delstaten Guerrero, i den sydöstra delen av landet, 270 km söder om huvudstaden Mexico City. Dos Ríos ligger 788 meter över havet och antalet invånare är 189.
Terrängen runt Dos Ríos är kuperad åt sydväst, men åt nordost är den bergig. Dos Ríos ligger nere i en dal. Runt Dos Ríos är det ganska glesbefolkat, med 43 invånare per kvadratkilometer. Närmaste större samhälle är Terrero Venado, 14,5 km söder om Dos Ríos. I omgivningarna runt Dos Ríos växer huvudsakligen savannskog.